# Trzynasta Doktor
Trzynasta Doktor (ang. Thirteenth Doctor) – postać fikcyjna związana z brytyjskim serialem science fiction pt. Doktor Who, w którą wcielała się aktorka Jodie Whittaker.
Doktor jest przedstawicielką rasy Władców Czasu (ang. Time Lords) z planety Gallifrey, która przemierza czas i przestrzeń na pokładzie statku kosmicznego o nazwie TARDIS. Pod koniec życia każdy Władca Czasu może się zregenerować, co często wiąże się ze zmianą jego wyglądu, charakteru, a także płci.
Postać trzynastej Doktor pojawiła się w trzydziestu jeden odcinkach serialu Doktor Who, emitowanych w latach 2018-2021.

## Casting
W 2017 r. Peter Capaldi, aktor wcielający się w dwunastego Doktora, oznajmił, że żegna się z rolą. Rozpoczęło to spekulacje co do jego następcy. W tym kontekście wymieniano nazwiska m.in. Bena Whishawa i Tildy Swinton.
16 lipca 2017 r. ogłoszono, że kolejne wcielenie Doktora zagra Jodie Whittaker. W ten sposób stała się pierwszą kobietą, grającą tę rolę.

## Historia postaci
Trzynasta Doktor po raz pierwszy pojawiła się w końcowej scenie Zdarzyło się dwa razy - świątecznego odcinka z 2017 r. Tuż po regeneracji Doktor próbuje opanować uszkodzoną TARDIS, ale nie udaje jej się to i kobieta wypada ze statku. Odcinek The Woman Who Fell to Earth ujawnił, że Doktor wylądowała we współczesnym Sheffield.

## Towarzysze
Towarzyszami trzynastej Doktor byli:
- Graham O'Brien (Bradley Walsh),
- Ryan Sinclair (Tosin Cole),
- Yasmin Khan (Mandip Gill),
- Jack Harkness (John Barrowman),
- Dan Lewis (John Bishop),
- Ace (Sophie Aldred),
- Tegan Jovanka (Janet Fielding).